# Sara Hlupekile Longwe
Sara Hlupekile Longwe là một nhà tư vấn về giới và phát triển đến từ Lusaka, Zambia. Bà là chủ tịch của FEMNET từ năm 1997 đến 2003. Bà là tác giả của Khung phân tích giới tính Longwe. Longwe mô tả mình là một nhà hoạt động nữ quyền cấp tiến.

## Đấu tranh thời trẻ
Khi Longwe còn là một giáo viên trung học trẻ, chính phủ đã từ chối cho nghỉ thai sản. Điều này đã vi phạm nghĩa vụ của chính phủ theo một công ước của Tổ chức Lao động Quốc tế. Longwe thành lập một nhóm vận động hành lang thành công trong việc buộc chính phủ giới thiệu chế độ nghỉ thai sản cho giáo viên vào năm 1974. Trong một lần chạy đua khác trong sự nghiệp làm giáo viên, bà khăng khăng mặc quần đến trường. Vấn đề đã được leo thang đến tận Bộ trưởng Thường trực của Bộ Giáo dục. Năm 1984, Longwe là thành viên sáng lập của Hiệp hội Nghiên cứu và Phát triển Zambia. Nhóm này đã đóng một vai trò trong việc đảm bảo rằng chính phủ Zambia phê chuẩn Công ước về xóa bỏ mọi hình thức phân biệt đối xử với phụ nữ.

## Khung trao quyền cho phụ nữ
Longwe đã phát triển Khung trao quyền cho phụ nữ, hay Khung Longwe, được xuất bản năm 1990. Khung phân tích về giới tính này giúp các nhà hoạch định hiểu ý nghĩa thực tế của việc trao quyền và bình đẳng cho phụ nữ, sau đó đánh giá xem một sáng kiến phát triển có hỗ trợ việc trao quyền này hay không. Tiền đề cơ bản là sự phát triển của phụ nữ có thể được xem xét theo năm mức độ bình đẳng: phúc lợi, tiếp cận, "tận tâm", tham gia và kiểm soát. Trao quyền là điều cần thiết ở mỗi cấp độ này. Phúc lợi giải quyết các nhu cầu cơ bản và khả năng tiếp cận địa chỉ khả năng sử dụng các tài nguyên như tín dụng, đất đai và giáo dục. "Lương tâm" là một yếu tố chính của khuôn khổ: công nhận rằng phân biệt đối xử tạo ra các vấn đề liên quan đến giới và phụ nữ có thể tự đóng góp cho sự phân biệt đối xử này. Với sự tham gia, phụ nữ bình đẳng với đàn ông trong việc đưa ra quyết định và với sự kiểm soát, sự cân bằng quyền lực giữa các giới là bằng nhau. 

## Quan điểm và tranh cãi
Năm 1992, Longwe đã kiện thành công Khách sạn Liên lục địa khi bà bị từ chối vào quán bar trong khách sạn vì bà không đi cùng nam giới. Bà đã thắng kiện tại Tòa án tối cao Zambia trên cơ sở phân biệt đối xử với giới tính của bà là trái với hiến pháp. Longwe là chủ tịch của phụ nữ châu Phi phát triển và Truyền thông mạng (FEMNET) từ năm 1997 đến năm 2003. FEMNET, được thành lập năm 1988, có mục tiêu hỗ trợ các NGO để góp phần phát triển, bình đẳng và quyền của phụ nữ, và để cung cấp một cơ sở hạ tầng cho thông tin và trao quyền.
Năm 1998, Longwe nói rằng hệ thống trường học đóng góp vào sự phụ thuộc của phụ nữ, vì vậy việc thiếu đi học không nên được coi là nguyên nhân dẫn đến tình trạng kinh tế xã hội thấp của phụ nữ. Longwe đã tỏ ra khó chịu khi chỉ trích việc thiếu sự tiến bộ trong các chương trình nhằm giảm bớt sự thiệt thòi của phụ nữ kể từ Hội nghị Thế giới về Phụ nữ ở Nairobi năm 1985. Bà đã nói "Chính sách giới tính có xu hướng kỳ lạ là 'bốc hơi' trong các cơ quan phát triển quốc tế". Bà nói về "nồi nấu gia trưởng... chứa đầy sự thiên vị gia trưởng, tiềm ẩn trong các giá trị, ý thức hệ, lý thuyết phát triển, hệ thống tổ chức và quy trình của cơ quan". Quan điểm của bà về những kẻ cản đường đã bị các công nhân trong cơ quan Oxfam chỉ trích là quá cực đoan.
Longwe đã được trao giải thưởng châu Phi cho tài năng lãnh đạo năm 2003.